# Katherine Davenport
Katherine Davenport (1973) è un'ex sciatrice alpina statunitense.

## Biografia
La Davenport, specialista delle prove tecniche, debuttò in campo internazionale in occasione dei Mondiali juniores di Geilo/Hemsedal 1991; in Nor-Am Cup vinse la classifica di slalom gigante nel 1992 e prese per l'ultima volta il via il 1º dicembre 1997 a Winter Park/Breckenridge nella medesima specialità, senza completare la prova. Si ritirò durante quella stessa stagione 1997-1998 e la sua ultima gara fu uno slalom speciale universitario disputato il 7 febbraio a Santa Fe; non ottenne piazzamenti in Coppa del Mondo né prese parte a rassegne olimpiche o iridate.

## Palmarès

### Nor-Am Cup
- Vincitrice della classifica di slalom gigante nel 1992[senza fonte]